# Bélinda M’Boma
Bélinda M’Boma, née le 4 juin 1982 à Caen (Calvados), est une joueuse franco-malgache de basket-ball évoluant au poste d'arrière.

## Biographie
Elle termine huitième du Championnat d'Afrique de basket-ball féminin en 2009 avec l'équipe de Madagascar de basket-ball féminin.

## Carrière
- 2004 - 2006 :  Ifs
- 2006 - 2007 :  Stade clermontois Auvergne Basket 63 (LFB)
- 2007 - 2009 :  Strasbourg Alsace Basket Club (NF1)
- 2009 - 2011:  Flammes Carolo basket (NF1 puis LFB)
- 2011 - :  Limoges ABC (Ligue 2)

## Palmarès
Club
- Championne de France NF1 en 2010 avec Charleville